# Gonionotophis guirali
Espèce
Synonymes
- Heterolepis guirali Mocquard, 1887
- Heterolepis bicarinatus Sauvage, 1884
- Simocephalus guirali (Mocquard, 1887)
- Simocephalus baumanni Sternfeld, 1908
- Mehelya guirali (Mocquard, 1887)

Gonionotophis guirali est une espèce de serpents de la famille des Lamprophiidae. 

## Répartition
Cette espèce se rencontre :
- au Liberia ;
- au Sierra Leone ;
- en Côte d'Ivoire ;
- au Ghana ;
- au Togo ;
- au Nigeria ;
- au Cameroun ;
- au Gabon ;
- en République centrafricaine ;
- dans le nord de la République démocratique du Congo.

Sa présence est incertaine au Bénin et en République du Congo.

## Description
Dans sa description Mocquard indique que le plus grand spécimen en sa possession mesure 113 cm dont 13 cm pour la queue, toutefois il précise que celle-ci est incomplète. En comparaison avec l'autre spécimen mesurant 90 cm dont la queue mesure 16 cm, on peut estimer que la queue du premier devait mesurer environ 20 cm, soit une taille totale de 120 cm environ.

## Étymologie
Cette espèce est nommée en l'honneur de Léon Guiral qui a capturé l'un des deux spécimens étudiés par Mocquard.

## Publication originale
- Mocquard, 1887 : Du genre Heterolepis et des espèces qui le composent, dont trois nouvelles. Bulletin de la Societe Philomatique de Paris, ser. 7, vol. 11, p. 1-34 (texte intégral).